# Česká 2. Liga Amerického Fotbalu 2016
La Česká 2. Liga Amerického Fotbalu 2016 è l'11ª edizione del campionato di football americano di secondo livello, organizzato dalla ČAAF.

## Squadre partecipanti
| Club                  | Città          | Stadio | Sponsor ufficiale | Risultato nella stagione 2015 |
| --------------------- | -------------- | ------ | ----------------- | ----------------------------- |
| Brno Sigrs            | Brno           |        |                   |                               |
| Liberec Titans        | Liberec        |        |                   |                               |
| Pilsen Patriots       | Plzeň          |        |                   |                               |
| Prague Hippos         | Praga          |        |                   |                               |
| Ústí nad Labem Blades | Ústí nad Labem |        |                   |                               |

## Stagione regolare

### Calendario

#### 1ª giornata
| Praga 9 aprile 2016, ore 19:00 | Prague Hippos | 42 – 20 (8-0 6-13 8-7 20-0) referto | Liberec Titans | Motorlet (110 spett.)\| Arbitro: \| Hubálek \| |
| Arbitro:                       | Hubálek       |                                     |                |                                                |

#### Recuperi 1
| Plzeň 16 aprile 2016, ore 14:00 | Pilsen Patriots | 36 – 14 (15-0 0-0 7-7 14-7) referto | Ústí nad Labem Blades | Bolevec (250 spett.)\| Arbitro: \| Hubálek \| |
| Arbitro:                        | Hubálek         |                                     |                       |                                               |

#### 2ª giornata
| Liberec 23 aprile 2016, ore 15:00 | Liberec Titans | 0 – 24 (0-0 0-7 0-10 0-7) referto | Pilsen Patriots | Dubový vrch (207 spett.)\| Arbitro: \| Coufal \| |
| Arbitro:                          | Coufal         |                                   |                 |                                                  |

| Brno 24 aprile 2016, ore 14:00 | Brno Sigrs | 31 – 14 (6-0 15-8 10-0 0-6) referto | Prague Hippos | Sportovní areá Ondreje Sekory (150 spett.)\| Arbitro: \| Frehar \| |
| Arbitro:                       | Frehar     |                                     |               |                                                                    |

#### 3ª giornata
| Plzeň 30 aprile 2016, ore 14:00 | Pilsen Patriots | 31 – 13 (7-0 7-7 11-6 6-0) referto | Brno Sigrs | Bolevec (210 spett.)\| Arbitro: \| Hubálek \| |
| Arbitro:                        | Hubálek         |                                    |            |                                               |

| Ústí nad Labem 1º maggio 2016, ore 14:00 | Ústí nad Labem Blades | 27 – 0 (14-0 6-0 0-0 7-0) referto | Liberec Titans | Olšinky (520 spett.)\| Arbitro: \| Kriesman \| |
| Arbitro:                                 | Kriesman              |                                   |                |                                                |

#### 4ª giornata
| Praga 7 maggio 2016, ore 12:00 | Prague Hippos | 26 – 34 (6-0 14-21 0-0 6-13) referto | Pilsen Patriots | Motorlet (168 spett.)\| Arbitro: \| Coufal \| |
| Arbitro:                       | Coufal        |                                      |                 |                                               |

| Brno 7 maggio 2016, ore 14:00 | Brno Sigrs | 31 – 26 (21-0 3-6 0-7 7-13) referto | Ústí nad Labem Blades | Sportovní areá Ondreje Sekory (170 spett.)\| Arbitro: \| Frehar \| |
| Arbitro:                      | Frehar     |                                     |                       |                                                                    |

#### 5ª giornata
| Liberec 14 maggio 2016, ore 15:00 | Liberec Titans | 6 – 33 (0-7 6-7 0-12 0-7) referto | Brno Sigrs | Dubový vrch (114 spett.)\| Arbitro: \| Kriesman \| |
| Arbitro:                          | Kriesman       |                                   |            |                                                    |

| Ústí nad Labem 15 maggio 2016, ore 14:00 | Ústí nad Labem Blades | 31 – 8 (3-0 6-8 16-0 6-0) referto | Prague Hippos | Olšinky (150 spett.)\| Arbitro: \| Hubálek \| |
| Arbitro:                                 | Hubálek               |                                   |               |                                               |

#### 6ª giornata
| Plzeň 28 maggio 2016, ore 14:00 | Pilsen Patriots | 45 – 7 (14-7 6-0 12-0 13-0) referto | Liberec Titans | Bolevec (100 spett.)\| Arbitro: \| Malý \| |
| Arbitro:                        | Malý            |                                     |                |                                            |

| Praga 29 maggio 2016, ore 12:00 | Prague Hippos | 28 – 27 (12-7 8-6 0-7 8-7) referto | Ústí nad Labem Blades | Motorlet (260 spett.)\| Arbitro: \| Hubálek \| |
| Arbitro:                        | Hubálek       |                                    |                       |                                                |

#### 7ª giornata
| Brno 4 giugno 2016, ore 14:00 | Brno Sigrs | 54 – 14 (14-7 26-7 7-0 7-0) referto | Pilsen Patriots | Sportovní areá Ondreje Sekory (113 spett.)\| Arbitro: \| Kriesman \| |
| Arbitro:                      | Kriesman   |                                     |                 |                                                                      |

| Liberec 4 giugno 2016, ore 15:00 | Liberec Titans | 18 – 24 (6-16 0-8 6-0 6-0) referto | Prague Hippos | Dubový vrch (85 spett.)\| Arbitro: \| Malý \| |
| Arbitro:                         | Malý           |                                    |               |                                               |

#### 8ª giornata
| Brno 11 giugno 2016, ore 14:00 | Brno Sigrs | 46 – 0 (10-0 15-0 0-0 21-0) referto | Liberec Titans | Sportovní areá Ondreje Sekory (113 spett.)\| Arbitro: \| Coufal \| |
| Arbitro:                       | Coufal     |                                     |                |                                                                    |

| Ústí nad Labem 12 giugno 2016, ore 14:00 | Ústí nad Labem Blades | 35 – 25 (0-3 7-14 20-0 8-8) referto | Pilsen Patriots | Olšinky (375 spett.)\| Arbitro: \| Kriesman \| |
| Arbitro:                                 | Kriesman              |                                     |                 |                                                |

#### 9ª giornata
| Liberec 18 giugno 2016, ore 15:00 | Liberec Titans | 19 – 34 (7-0 12-6 0-14 0-14) referto | Ústí nad Labem Blades | Dubový vrch (98 spett.)\| Arbitro: \| Kriesman \| |
| Arbitro:                          | Kriesman       |                                      |                       |                                                   |

| Praga 19 giugno 2016, ore 16:00 | Prague Hippos | 14 – 39 (8-6 0-20 0-0 6-13) referto | Brno Sigrs | Motorlet (67 spett.)\| Arbitro: \| Malý \| |
| Arbitro:                        | Malý          |                                     |            |                                            |

#### 10ª giornata
| Plzeň 25 giugno 2016, ore 14:00 | Pilsen Patriots | 32 – 36 (22-6 7-8 0-8 3-14) referto | Prague Hippos | Bolevec (118 spett.)\| Arbitro: \| Malý \| |
| Arbitro:                        | Malý            |                                     |               |                                            |

| Ústí nad Labem 26 giugno 2016, ore 14:00 | Ústí nad Labem Blades | 55 – 17 (13-3 7-7 21-0 14-7) referto | Brno Sigrs | Olšinky (320 spett.)\| Arbitro: \| Janhuba \| |
| Arbitro:                                 | Janhuba               |                                      |            |                                               |

### Classifica
La classifica della regular season è la seguente:
- PCT = percentuale di vittorie, G = partite giocate, V = partite vinte,  P = partite perse, PF = punti fatti, PS = punti subiti

| Pos. | Squadra               | PCT  | G | V | N | P | PF  | PS  |
| ---- | --------------------- | ---- | - | - | - | - | --- | --- |
| 1    | Brno Sigrs            | .750 | 8 | 6 | 0 | 2 | 248 | 157 |
| 2    | Pilsen Patriots       | .625 | 8 | 5 | 0 | 3 | 238 | 180 |
| 3    | Ústí nad Labem Blades | .625 | 8 | 5 | 0 | 3 | 246 | 164 |
| 4    | Prague Hippos         | .500 | 8 | 4 | 0 | 4 | 192 | 232 |
| 5    | Liberec Titans        | .000 | 8 | 0 | 0 | 8 | 70  | 261 |

## XI Silver Bowl
| Brno 9 luglio 2016, ore 16:00 | Brno Sigrs | 67 – 0 (6-0 17-0 22-0 22-0) referto | Pilsen Patriots | Sportovní areá Ondreje Sekory (593 spett.)\| Arbitro: \| Janhuba \| |
| Arbitro:                      | Janhuba    |                                     |                 |                                                                     |

## Verdetti
- Brno Sigrs Vincitori della Česká 2. Liga Amerického Fotbalu 2016